# Michel Lefrançois de Lalande
Michel Jean Jérôme Lefrançois, nascut el 21 d'abril de 1766 a Courcy, i mort el 8 d'abril de 1839 a París 11è, fou un astrònom francès.
Retrat amb fisionomia de Michel Lefrançois de Lalande.
| Membre de | Bureau des longitudes Académie des sciences (1801) |
| Distinció | Oficial de la Legió d’Honor                        |

Tomba al cementiri de Père Lachaise.
edita - edita el codi - edita Wikidata

## Biografia

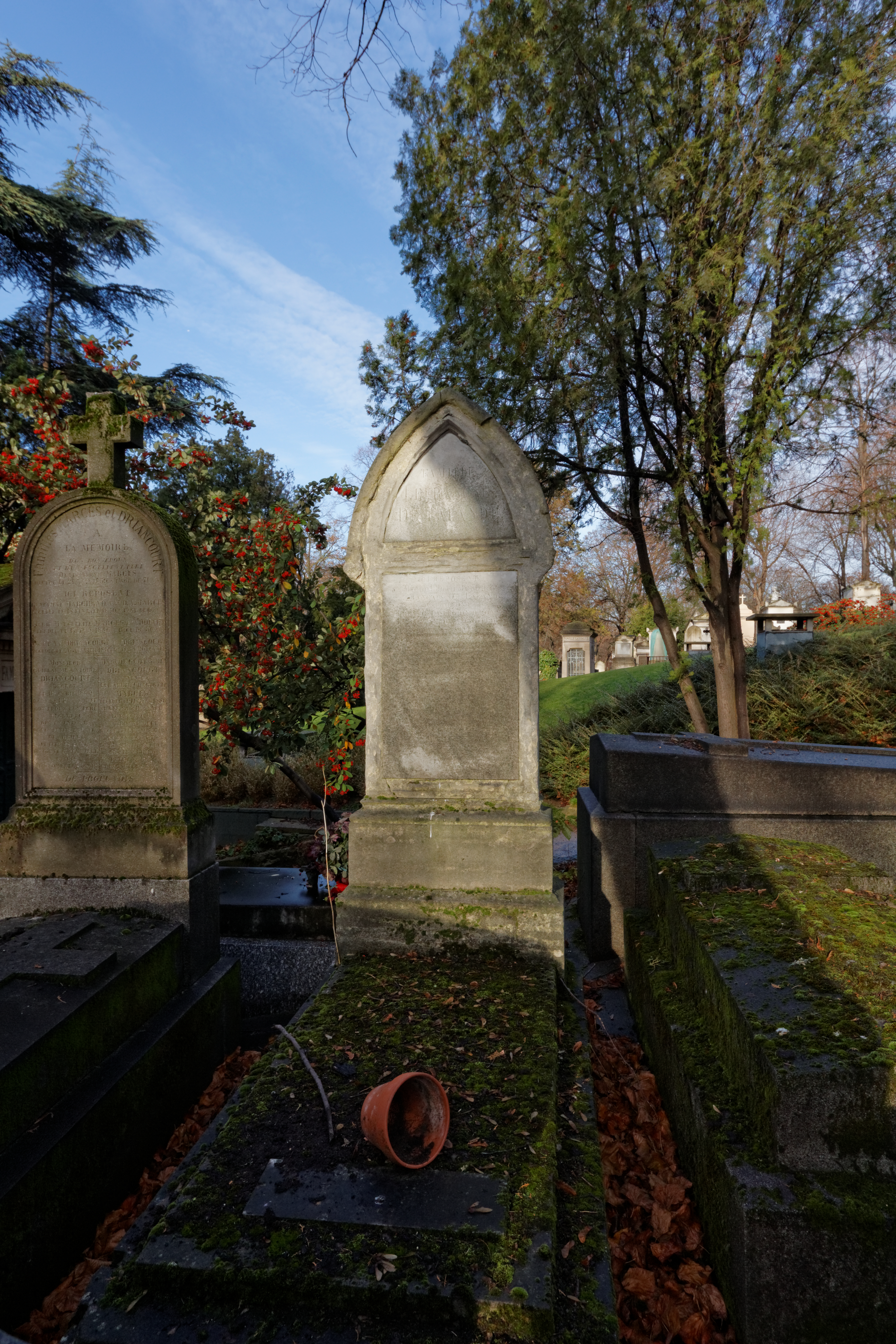
Tomba a Père-Lachaise

Era fill de Jean Lefrançois, cosí primer de Joseph Jérôme Lefrançois de Lalande, astrònom. Prengué el nom del seu cosí de germà Jérôme, per ordre del Tribunal de la Seine el13 juin 183713 de juny de 1837 i esdevindrà Le François de Lalande així com els seus descendents.
Jérôme de Lalande portarà Michel a París després de les vacances de 1780 i l'iniciarà immediatament en el seu estudi favorit, és a dir, les tècniques d'observació telescòpica, tot i tenir la satisfacció de veure'l interessar-s'hi. Dos anys més tard, l'observació de Michel sobre un eclipsi de lluna total li va valer l'honor de veure'l publicat a la revista journal des savants..
El 27 de setembre de 1788, es casà amb Marie-Jeanne Harlay, nascuda a París el 1767, filla de Jean François Harlay nascut el 1730 i d'Anne Cany nascuda el 1744. També era astrònoma i calculadora i que el dia 11 de gener de 1789, donà a llum el seu primer fill : Isaac, batejat així en honor a Isaac Newton. El 20 de gener de 1790 nasqué la seva primera filla. Aquell mateix dia, el cometa descobert per Caroline Herschel és visible per primera vegada a París, per la qual cosa es dirà Caroline. Morirà a la infància. la seva segona filla nasqué el 7 de juliol de 1793 i de nom Charlotte Uranie tenint com a padrí a Jean-Baptiste Delambre, astrònom i com a padrina Charlotte de Saxe-Meiningen, duquessa de Gotha. El seu quart i darrer fill nasqué el dia 26 de març de 1802 i batejat com de Charles Auguste Frédéric Jérôme.
El 1789, als 23 anys, Michel Lefrançois de Lalande va assumir la direcció de l’observatori de l’ Escola Militar i va iniciar una llarga sèrie d’observacions. En tres mesos, va registrar 2 500 estrelles i l'any següent més de 8 000 . L'histoire céleste française, publicada per Jérôme de Lalande, acabada deu anys després, té més de 50 000 estrelles, gairebé totes calculades per Michel, ajudat per Marie Jeanne, la seva dona, anomenada Amélie per la duquessa de Gotha. Continuà amb les observacions de les estrelles. En un any, aconseguí registrar-ne 12 000. Michel tota la seva vida observarà i calcularà.
El 1792 va acompanyar Jean-Baptiste Delambre, que va ser designat per calcular l'arc meridià de Dunkerque-Barcelona i així la longitud del metre. A continuació el meridià de París i tots dos comencen a mesurar-se als voltants de París.
Entre el 8 i 9 de maig de 1795 (amb 29 anys), detectà una estrella feble que prengué per una estrella senzilla. Entre les dues observacions, gràcies al gran telescopi de quart de cercle de l’Escola Militar, hi notà un buit i l’atribuí a un error seu. Però no va fer una 3ª observació que li hagués permès confirmar el desplaçament de l'estrella de les dues primeres observacions i adonar-se que es tractava d'un planeta desconegut, el planeta Neptú, que va ser descobert 50 anys després per Le Verrier.
El 1795 va ser elegit membre del Bureau des longitudes i, sis anys després, es va convertir en membre resident de primera classe de la secció d'astronomia de l'Académie des sciences. També va ser ascendit a oficial de la Legió d’Honor. La seva tomba es troba al Père Lachaise, cementiri est..